# Rumpelstilz (Band)
Rumpelstilz war eine Schweizer Mundartrock-Band.

## Geschichte
Gegründet wurde Rumpelstilz 1971 von Hanery Amman (Klavier) und Polo Hofer (Gesang, Texte), zusammen mit Gitarrist Jürg Werren, Bassist Sämi Jungen und dem Schlagzeuger Hans Jungen. Hans Jungen wurde bereits kurz nach der Gründung durch Küre Güdel abgelöst, ein halbes Jahr später Jürg Werren durch René „Schifer“ Schafer.
Als erste Single erschien 1973 der wenig erfolgreiche Warehuus-Blues, 1975 folgte die erste Langspielplatte Vogelfuetter. Bassist bei den Studioaufnahmen war Christian Ramseier und Keyboarder war Urs Wirth. Ihr Auftritt am Montreux Jazz Festival 1975 machte Rumpelstilz einem breiteren Publikum bekannt. Mit dem Lied Teddybär gelang 1976 der kommerzielle Durchbruch, kurz darauf wurde Kiosk ihr grösster Hit. Beide Singles sind Auskoppelungen aus der LP Füüf Narre im Charre, die 1977 auch in hochdeutscher Übersetzung als LP Fünf Narren im Karren erschien. Mit der hochdeutschen Single Kiosk wurde Rumpelstilz auch in Deutschland bekannt und erreichte 1977 die deutschen Singlecharts. Bei Kiosk glaubten nicht wenige Kritiker und andere Hörer deutliche Ähnlichkeiten zum Lied Dixie Chicken der Band Little Feat zu erkennen. Das Management von Little Feat klagte gegen Rumpelstilz, als der Song auch in einer schriftdeutschen Version in Deutschland erschien und dort über 600'000-mal verkauft wurde. In einem Vergleich wurden alle Einnahmen durch Kiosk den Autoren von Dixie Chicken – Lowell George und Fred Martin – zugesprochen.
1978 erschien das vierte Album, die Doppel-LP Fätze u Bitze vo geschter u jitze. Eine Platte birgt die Filmmusik für Kleine frieren auch im Sommer (Peter von Gunten), die andere ein Livekonzert aus dem Atlantis Basel. Die Mitglieder verfolgten darauf verschiedene Soloprojekte und gingen während über zehn Jahren getrennte Wege. 1989 gaben sie drei Konzerte, von denen ein sehr erfolgreiches Livealbum erschien. Eine umjubelte Schweizer Tournee folgte. Danach trennte sich die Band. Erst 2002 gab es ein einziges Revival-Konzert in der Originalformation anlässlich der Expo.02 in Biel.
Zahlreiche Rumpelstilz-Lieder wurden inzwischen gecovert, z. B. von George (E Rägetag am Meer), Plüsch (Teddybär), QL (Kiosk), Span (Uf däm länge Wäg) und anderen. Rumpelstilz gelten heute als Wegbereiter des Schweizer Mundartrock. Ein Teil der Ausstellung Jungfrau, Hofer & Ragusa vom 1. Mai 2007 bis 6. Januar 2008 im Historischen Museum Bern war der Gruppe gewidmet.
2021 wurde die Tribute-Band Rumpelstoff gegründet.

## Diskografie

### Alben
- Vogelfuetter (1975)
- Füüf Narre im Charre (1976)
- Rumpelstilz (1976, Spezial-Ausgabe PTT)
- Fünf Narren im Karren (1977)
- La Dolce Vita (1977)
- Fätze u Bitze vo geschter u jitze (Live im Atlantis Basel) (1978)
- Live im Anker (1989)

Kompilationen
- Ds Beschte vo 1973–1978 (1979)
- Musig wo’s bringt (1973–1984) (1991)

### Singles
- Teddybär (1976)
- Kiosk (1976)
- Nadisna (1977)